# Дан Фріче
Дан Фріче (англ. Dan Fritsche; 13 липня 1985, Парма, Огайо) — американський хокеїст. Виступав на позиції центрального нападника. 
Його рідний брат Том Фріче також професійний хокеїст.

## Ігрова кар'єра
Фріче (вихованець «Парма Флаєрс») починав свої виступи на професійному рівні, в клубі «Клівленд Баронс», після якого три сезони відіграв у Хокейній лізі Онтаріо за клуби «Сарнія Стінг» та «Лондон Найтс». Фріче став третім гравцем «Парма Флаєрс», який виступав в НХЛ, до нього це були Браян Хоцингер та Майкл Рапп.
В складі молодіжної збірної США, Дан став в 2004 році чемпіоном світу.
У драфті НХЛ 2003 Фріче обраний в другому раунді, під 46 номером клубом НХЛ «Колумбус Блю-Джекетс». Після чотирьох сезонів у «Колумбусі» Фріче 2 липня 2008 року обмінюють разом з Миколою Жердєвим до «Нью-Йорк Рейнджерс». До «Колумбусу» перейшли Федір Тютін та Крістіан Бекман. Фріче провів близько півроку в «Нью-Йорк Рейнджерс», а 29 січня 2009 року його обміняли на Еріка Райца в «Міннесоту Вайлд». На початку сезону 2009/10 Дан опинився без клубу, 3 вересня з ним підписав контракт клуб Атланта Трешерс, а з 5 жовтня він почав виступати за клуб Сірак'юс Кранч з Американської хокейної ліги.
У жовтні 2010 року Фріче уклав контракт в Женеві з місцевим клубом «Серветт-Женева» (Національна ліга А). В сезоні 2013/14 Фріче переїхав до «Лугано», з яким у листопаді 2012 року підписав трирічний контракт.
Завершив кар'єру гравця виступами за клуб ЦСК Лайонс навесні 2015 року.

## Нагороди та досягнення
- 2003 КХЛ Top Prospects Game.
- 2004 Чемпіон світу серед молодіжних команд у складі збірної США.
- 2005 Кубок Росса Робертсона у складі клубу «Лондон Найтс».
- 2005 Меморіальний кубок у складі клубу «Лондон Найтс».
- 2008 Володар Кубка Вікторії у складі «Нью-Йорк Рейнджерс».
- 2010 В команді усіх зірок Кубка Шпенглера 2010 у складі «Серветт-Женева».

## Статистика
| Сезон     | Клуб                 | Ліга      | Регулярний сезон | Регулярний сезон | Регулярний сезон | Регулярний сезон | Регулярний сезон | Плей-оф | Плей-оф | Плей-оф | Плей-оф | Плей-оф |
| Сезон     | Клуб                 | Ліга      | І                | Г                | П                | О                | ШХ               | І       | Г       | П       | О       | ШХ      |
| --------- | -------------------- | --------- | ---------------- | ---------------- | ---------------- | ---------------- | ---------------- | ------- | ------- | ------- | ------- | ------- |
| 2000–01   | «Клівленд Баронс»    | НАХЛ      | 49               | 23               | 29               | 52               | 47               | 1       | 1       | 1       | 2       | 0       |
| 2001–02   | Сарнія Стінг         | ОХЛ       | 17               | 5                | 13               | 18               | 20               | —       | —       | —       | —       | —       |
| 2002–03   | Сарнія Стінг         | ОХЛ       | 61               | 32               | 39               | 71               | 79               | 5       | 2       | 2       | 4       | 4       |
| 2003–04   | Сарнія Стінг         | ОХЛ       | 27               | 16               | 13               | 29               | 26               | 5       | 1       | 5       | 6       | 0       |
| 2003–04   | Колумбус Блю-Джекетс | НХЛ       | 19               | 1                | 0                | 1                | 12               | —       | —       | —       | —       | —       |
| 2003–04   | Сірак'юс Кранч       | АХЛ       | 4                | 2                | 0                | 2                | 0                | 4       | 0       | 1       | 1       | 4       |
| 2004–05   | Сарнія Стінг         | ОХЛ       | 2                | 1                | 1                | 2                | 0                | —       | —       | —       | —       | —       |
| 2004–05   | Лондон Найтс         | ОХЛ       | 28               | 17               | 18               | 35               | 18               | 17      | 9       | 13      | 22      | 12      |
| 2005–06   | Колумбус Блю-Джекетс | НХЛ       | 59               | 6                | 7                | 13               | 22               | —       | —       | —       | —       | —       |
| 2005–06   | Сірак'юс Кранч       | АХЛ       | 19               | 5                | 4                | 9                | 12               | 6       | 2       | 2       | 4       | 8       |
| 2006–07   | Колумбус Блю-Джекетс | НХЛ       | 59               | 12               | 15               | 27               | 35               | —       | —       | —       | —       | —       |
| 2007–08   | Колумбус Блю-Джекетс | НХЛ       | 69               | 10               | 12               | 22               | 22               | —       | —       | —       | —       | —       |
| 2008–09   | Нью-Йорк Рейнджерс   | НХЛ       | 16               | 1                | 3                | 4                | 2                | —       | —       | —       | —       | —       |
| 2008–09   | Міннесота Вайлд      | НХЛ       | 34               | 4                | 5                | 9                | 10               | —       | —       | —       | —       | —       |
| 2009–10   | Сірак'юс Кранч       | АХЛ       | 67               | 13               | 29               | 42               | 12               | —       | —       | —       | —       | —       |
| 2010–11   | Женева-Серветт       | НЛА       | 39               | 15               | 18               | 33               | 66               | —       | —       | —       | —       | —       |
| 2011–12   | Женева-Серветт       | НЛА       | 14               | 1                | 1                | 2                | 6                | —       | —       | —       | —       | —       |
| 2012–13   | Женева-Серветт       | НЛА       | 43               | 16               | 16               | 32               | 18               | 7       | 2       | 3       | 5       | 2       |
| 2013–14   | ХК «Лугано»          | НЛА       | 12               | 1                | 3                | 4                | 4                | —       | —       | —       | —       | —       |
| 2013–14   | ЦСК Лайонс           | НЛА       | 22               | 6                | 7                | 13               | 6                | 18      | 2       | 3       | 5       | 10      |
| 2014–15   | ЦСК Лайонс           | НЛА       | 46               | 9                | 11               | 20               | 10               | 3       | 0       | 0       | 0       | 0       |
| НХЛ разом | НХЛ разом            | НХЛ разом | 256              | 34               | 42               | 76               | 103              | —       | —       | —       | —       | —       |